# Бабичовка (Житомирская область)
Бабичо́вка (укр. Бабичівка) — село на Украине, основано в 1795 году, находится в Пулинском районе Житомирской области.
Население по переписи 2001 года составляет 211 человек. Почтовый индекс — 12042. Телефонный код — 4131.

## Адрес местного совета
12042, Житомирская область, Червоноармейский р-н, с. Бабичовка, ул. Карла Маркса, 10